# Musée national de Gibraltar
Le musée national de Gibraltar, est un musée consacré à l'histoire, l'histoire naturelle et la culture situé dans le centre-ville de Gibraltar, territoire britannique d'outre-mer. Fondé en 1930 par le général sir Alexander Godley, gouverneur de Gibraltar, le musée abrite de nombreuses expositions illustrant l'histoire millénaire du Rocher de Gibraltar et la culture unique de son peuple. Ile comprend également les vestiges d'un établissement de bains mauresques du XIVe siècle. Son directeur depuis 1991 est le professeur Clive Finlayson.

## Historique

### Contexte
Plusieurs tentatives infructueuses d'établissement d'un musée à Gibraltar ont eu lieu au XIXe siècle. D'importantes découvertes locales n'ont pas pu être conservées sur le Rocher car il n'y avait pas de musée. Le premier crâne adulte connu d'un Homme de Néandertal (le soi-disant crâne de Gibraltar) a été envoyé au Musée d'histoire naturelle de Londres. Il s'agissait du deuxième fossile de Neandertal à avoir été découvert et il a été mis au jour en 1848 dans la carrière de Forbes, sur la face nord du rocher de Gibraltar.
La première collection connue établie à Gibraltar était due au révérend John White, aumônier à Gibraltar de 1756 à 1774. Encouragé par son frère aîné Gilbert White, il recueillit des spécimens zoologiques qu'il étudia et envoya en Angleterre. Il suivit les conseils de Giovanni Antonio Scopoli et écrivit plus tard en Angleterre ce qui est considéré comme le premier récit zoologique détaillé de Gibraltar. Cependant, Fauna Calpensis n’a jamais été publié, et ses collections sont maintenant perdues. Il est reconnu que l'hôpital Saint-Bernard disposait d'une salle réservée aux spécimens d'histoire naturelle et d'anatomie. Encore une fois, aucun reste de cette collection na été conservé.
La première proposition d'ouvrir un musée à Gibraltar fut discutée en 1835, lors d'une réunion de la Gibraltar Scientific Society — un groupe d'officiers de l'armée britannique réunis à la bibliothèque Garrison. Le premier musée a été créé et hébergé dans des logements en location et, il est devenu si important que la société a changé de nom pour devenir la Société des musées. L’un des premiers jalons concernant l’existence de la société fut la présentation du crâne de Gibraltar le 3 mars 1848, bien que son importance n’ait pas été reconnue à l’époque.

### Fondation
La fondation du musée revient au général sir Alexander Godley, qui a été nommé gouverneur de Gibraltar en 1928. À son arrivée, il a prononcé un discours liminaire dans lequel il a souligné ses objectifs réformistes, qui seraient les suivants : « aider à rétablir la prospérité de Gibraltar qui montre des signes de déclin ». L'un des éléments de cette mission réformiste a été la création d'un musée national. Après neuf mois au pouvoir, le 30 juillet 1929, la Gibraltar Society est créée. Son objectif principal était d'assister les autorités coloniales dans la création d'un musée. Godley a pu se procurer deux quartiers militaires adjacents utilisés comme musée. Le choix a été privilégié puisque l’un d’eux, Ordnance House, ancienne résidence du sous-directeur des magasins d’ordonnances, était le lieu de bains mauresques.
Dans les années 1970, le musée de Gibraltar abritait le premier bureau de la société ornithologique et d'histoire naturelle de Gibraltar. Les fondateurs de l'organisation étaient Joaquin Bensusan, alors conservateur de musée, et Clive Finlayson, l'actuel directeur du musée.

### Changement de nom
En 2018, le Heritage Trust Act 1989, qui fournissait le cadre juridique pour la gestion du musée, a été remplacée par la Heritage and Antiquities Act 2018. La nouvelle législation a modifié le nom du musée afin de le reconnaître officiellement en tant que musée national de Gibraltar.

## Collections

### Les gibraltariens
Des salles sont consacrées à l'histoire sociale de Gibraltar.

### Cinéma
Des films sur l'Histoire de Gibraltar.

### Le Rocher - symbole mondial depuis trois millénaires
Des salles sont consacrées au Rocher en tant que symbole, des colonnes d'Hercule (mot originel de Gibraltar) à la période contemporaine, en passant par les collections phéniciennes et carthaginoises.

### Histoire naturelle et préhistoire
Des salles sont consacrées à l'histoire naturelle de Gibraltar, y compris des reconstitutions de paysages passés, d'une grotte à ciel ouvert et de néandertaliens (voir aussi la grotte du Bouquetin).

### Biodiversité marine
Une salle consacrée à la variété des espèces marines vivant autour du littoral de Gibraltar.

### Le siège de Gibraltar
Une salle consacrée au grand siège de Gibraltar (1779-1783). Il s’agissait d’une tentative infructueuse de la part de l’Espagne et de la France de prendre Gibraltar aux Britanniques pendant la guerre d’indépendance américaine. Le siège, qui dura trois ans et sept mois, est le plus long subi par les forces armées britanniques.

### Maquette du Rocher
Les salles John Fernandez comprennent une maquette de Gibraltar de huit mètres de long et à l'échelle, ainsi que d'anciennes photographies du Rocher. La maquette a été achevée en 1865, à partir d'une enquête réalisée par Charles Warren qui, plus tard, a joué un rôle de premier plan dans les enquêtes concernant Jack l'Éventreur. Elle a été réalisée sous la direction du major général Edward Charles Frome et peinte par le capitaine B.A. Branfill en 1868.

### Galerie Calpé
Elle est consacrée au nom latin du Rocher, le mont Calpé.

### Fouilles urbaines
Une salle contenant des objets médiévaux mis au jour dans la ville de Gibraltar.

### Fouilles extérieures
Fouilles en plein air couvrant sept siècles d'histoire de Gibraltar.

## Bains mauresques

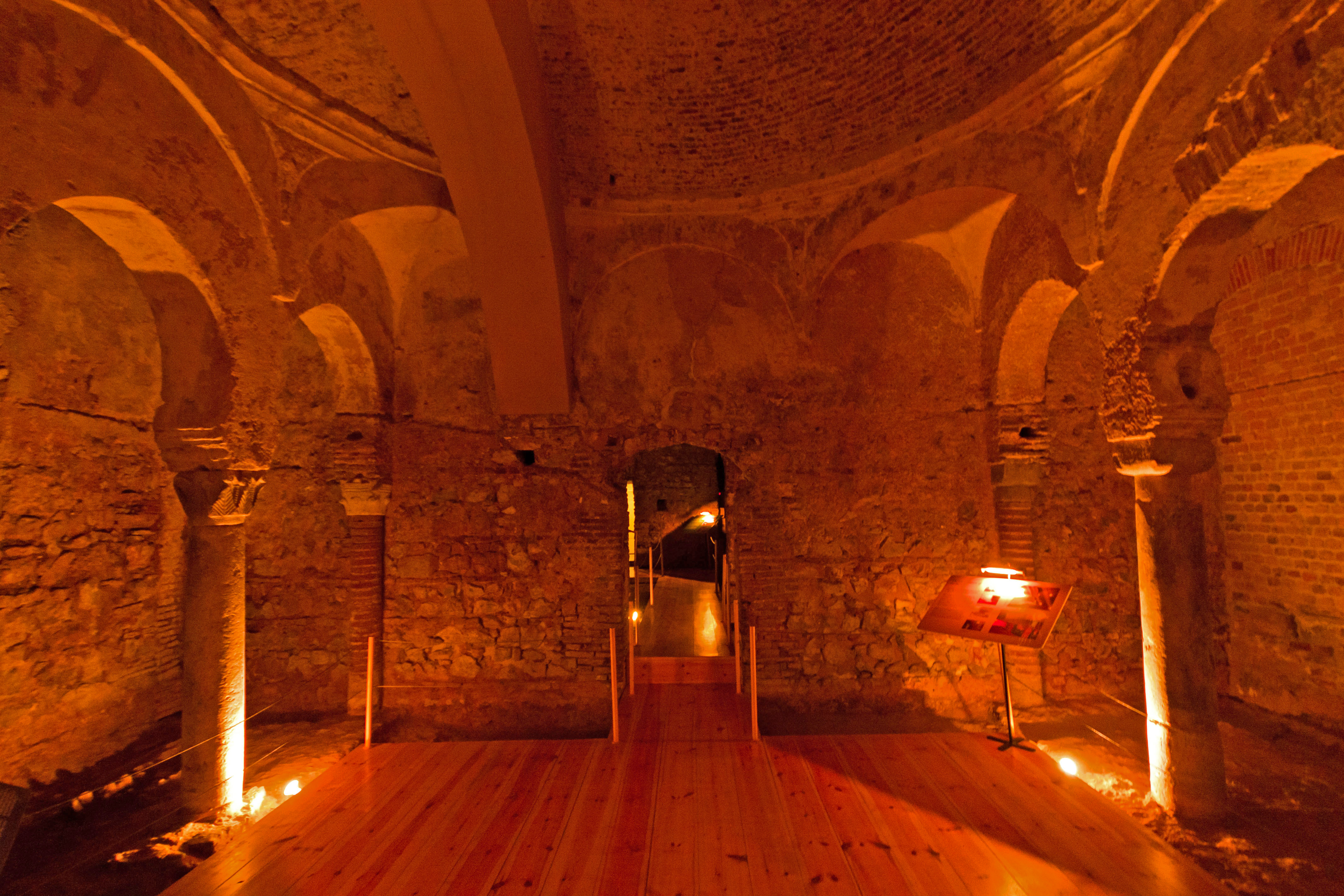
Pièce centrale des bains mauresques du XIVe siècle au Musée national de Gibraltar.

Au sous-sol du musée se trouvent les vestiges de bains mauresques construite autour du XIVe siècle pendant le règne de la dynastie des Mérinides. Ces bains privés se trouvaient dans le palais du gouverneur de Gibraltar. Il était utilisé comme écurie alors que le bâtiment était sous le contrôle de l'armée britannique, et, le sol de l'une des pièces étant si élevé que des voitures à cheval pouvaient être placées dans l'espace restant. Le site est maintenant plus petit qu’il ne l’était à l’origine, le bâtiment ayant subi des dommages importants pendant le Siège de Gibraltar. C'est l'un bains mauresques les mieux conservées d'Europe. En 1906, M. Budgett Meakin, une autorité sur les antiquités maures, a écrit sur ces bains : « Excepté à l'Alhambra, il n’y a rien en Espagne qui puisse lui être comparé ; et au Maroc, ni les Nazaréens ni les Juifs ne peuvent entrer dans de tels bains, de sorte que son intérêt est exceptionnel ».
Des fouilles menées dans le jardin du musée ont révélé un conduit d’eau datant de la période espagnole. Il pénètre dans le jardin à partir de Line Wall Road et aurait coulé sur un aqueduc longeant cette route à partir de puits situés au sud de la ville. Il traverse ensuite les pièces et aboutit dans une citerne sous le patio intérieur.
Les bains sont constitués de pièces similaires au système romain d'hypocauste avec une pièce à température normale pour se déshabiller, une pièce froide et une pièce chaude. Des canaux sous le sol permettaient à l'air chaud de circuler sous forme de plancher chauffant. Ce processus de bain agit comme des saunas modernes dans lesquels le passage entre les températures chaudes et froides nettoie le corps par la sueur.